# Арнораджа
Арнораджа (гінді अर्णोराज; д/н — 1150) — 12-й магараджахіраджа Сакамбхарі у 1135—1150 роках. Відомий також як Аналадева, Ана та Анака.

## Життєпис
Походив з династії Чаухан. Син Аджаяраджи II та Сомаладеві. Замолоду брав участь у військових кампаніях батька проти Парамара. 1135 року спадкував трон. Невдовзі проти нього виступив Ясоварман II Парамара, магараджахіраджа Малави. Спільно з Джаясімхою Соланка, магараджахіраджею Гуджари, вжалося перемогти того та захопити усю Малаву. Втім через декілька років виник конфлікт з Джаясімхом щодо розподілу Малави. В результаті Арнораджа зазнав поразки, визнав номінальну зверхність Соланка. Натомість Джаясімха видав за нього свою доньку Канчадеві.
За цим виступив проти Акрпали Томар, магараджахіраджи Гаріяни, завдавши тому поразки. Арнораджа захопив землі в долині річки Калінді, проте Акрпала витримав потужну облогу в фортеці Лал Коті, внаслідок чого війська Чаухан вимушені були відступити.
1143 року після смерті Джаясімхи Соланка, правителя гуджари, втрутився у боротьбу за владу, оскільки останній не залишив синів, а Арнораджа планував посадити на трон свого сина Сомешвару (водночас онука Джаясімхи). Його підтримав також Чахада (знаний також як Бахада або Чарубхатта), названий син магараджи Джаясімхи, який підняв повстання. На бік Арнораджи перейшла частина аматів (міністрів) та війська держави Гуджара. Проте війська Чаухан не досягли успіхів, а Кумарапала (внучатий небіж Джаясімхи) придушив заколоти, посівши трон. Арнораджа вимушен був укласти мирний договір, за яким було влаштовано шлюб між Кумарапалою та Джагланою, донькою Арнораджи, а Деваладеві — сестра Кумарапали — стала дружиною Арнораджи.
Десь у 1140-х роках повстав Мухаммад Бахлім, один з полководців газневідського султана Бахрам-шаха, якому надав допомогу Арнораджа. Натомість Бахлім передав магараджахіраджи місто Нагор (раніше захоплене в Сесодіїв — васалів Чаухан). Проте Бахрам-шахапереміг Мухаммада Бахліма, віднявши Нагор. Спроба султана захопити Аджаямеру призвела до поразки й відступу газневідського війська.
В подальшому приборкував дрібні раджпутські князівства у прикордонні Малави та Гуджари. Також здійснив похід до Сінд, але його обставини і наслідки невідомі. Також уклав політичний союз з Нарасімхадеві Калачура, магараджахіраджею Чеді, закріпивши його шлюбом між їх дітьми.
Близько 1150 року виступив проти магараджа Арнораджи Чаухана, який став переслідувати дажйнів в своїй державі, на що поскаржилася Деваладеві, сестра Кумарапали. За іншими відомостями Арнораджа спробував атакувати володіння Соланка за відсутності Кумарапали. Останній завдав супротивникові тяжкої поразки, пограбувавши значну частину держави Сакамбхарі. В будь-якому разі написи свідчать про перемогу Кумарапали. Можливо під час цієї військової кампанії Арнораджа загинув або помер. Йому спадкував син Джаґаддева.